# Gumballův úžasný svět
Gumballův úžasný svět (v anglickém originále The Amazing World of Gumball) je americko-britský animovaný seriál pro děti, vysílaný od 3. května 2011 na stanici Cartoon Network. V roce 2014 začal seriál vysílat kanál ČT:D a v září 2017 česká mutace stanice Cartoon Network.

## Příběh
Seriál se točí kolem každodenních dobrodružství dvanáctiletého nenapravitelného optimisty Gumballa žijícího se svou rodinou a přáteli ve fiktivním městečku Elmore.

## Postavy

### Hlavní postavy
- Gumball Watterson – Pořádný rošťák, který se nebojí žádných nezbedností. V originále ho namluvil Logan Grove. V českém překladu ho v prvních dvou řadách nadaboval Aleš Háma, poté ho dabuje Pavel Tesař.
- Darwin Watterson – Gumballův nejlepší kamarád, který s ním drží krok ve všem, ale hlavně když jde o vylomeniny. V originále ho namluvil Kwesi Boakye. V českém překladu ho v prvních dvou řadách nadaboval Marek Holý, poté ho dabuje Petr Gelnar.
- Anais Wattersonová – Gumballova sestra, která je ohromně chytrá a i přes všechny nesnáze má svou bláznivou rodinu ráda. V originále jí namluvila Kyla Rae Kowalewski. V českém překladu jí v prvních dvou řadách nadabovala Barbora Šedivá, poté jí dabuje Anežka Saicová.
- Nicole Wattersonová – Gumballova máma, pořád pracuje, protože má totiž ráda pořádek a je velmi důsledná. V originále jí namluvila Teresa Gallagher. V českém překladu ji dabuje Martina Randová, od šesté řady ji nahradila Tereza Chudobová.
- Richard Watterson – Gumballův táta, největší lenoch ve městě, který dokáže usnout kdekoliv. V originále ho namluvil Dan Russell. V českém překladu ho dabuje Mojmír Maděrič.

### Vedlejší postavy
- Ředitel Nigel Brown
- Učitelka Lucy Šimpánová
- Steve Small
- Rocky Robinson
- Penny Fitzgeraldová
- Tobias Wilson
- Carrie Kruegerová
- Tína Rex
- Banán Joe
- Hector Jotunheim
- Sára G. Latová
- Bobert
- Carmen
- Alan Keane
- Masami Yoshidová
- Leslie
- Hot Dog
- Clare Cooperová
- Teri
- Idaho
- Anton
- Juke
- Sussie
- Clayton
- Ocho Tootmorsel
- Billy Parham
- Jamie Russová
- William
- Molly Collinsnová
- Rob
- Banánová Barbara
- Jasephine "Babi Jojo" Wattersonová
- Frankie Watterson
- Gaylord a Margaret Robinsonovi
- Laurence "Larry" Needlemeyer
- Marvin Finklehimer
- Šerif Donut
- Gary Hesges

## Epizody
| Řada        | Díly        | Premiéra v USA   | Premiéra v USA     | Premiéra v ČR               | Premiéra v ČR               |
| Řada        | Díly        | První díl        | Poslední díl       | První díl                   | Poslední díl                |
| ----------- | ----------- | ---------------- | ------------------ | --------------------------- | --------------------------- |
| Pilotní díl | Pilotní díl | 8. května 2008   | 8. května 2008     | –                           | –                           |
| 1           | 36          | 3. května 2011   | 13. března 2012    | 1. září 2014                | 30. října 2014              |
| 2           | 40          | 7. srpna 2012    | 3. prosince 2013   | 3. listopadu 2014           | 14. ledna 2015              |
| 3           | 40          | 5. června 2014   | 10. července 2015  | 2. pol. 2017 - 1. pol. 2018 | 2. pol. 2017 - 1. pol. 2018 |
| 4           | 40          | 7. července 2015 | 5. září 2016       | 2. pol. 2017 - 1. pol. 2018 | 2. pol. 2017 - 1. pol. 2018 |
| 5           | 40          | 1. září 2016     | 10. listopadu 2017 | 2. pol. 2017 - 1. pol. 2018 | 2. pol. 2017 - 1. pol. 2018 |
| 6           | 44          | 5. ledna 2018    | 24. června 2019    | 10. září 2018               | 27. září 2019               |

## Obsazení

### Scénář
- Mic Graves
- Benjamin Bocquelet
- Sam Ward
- James Lamont
- Jon Foster
- Jon Brittain
- Tom Crowley
- Guillaume Cassuto
- Tobi Wilson

### Kamera
- Lou Dockstader

### Tvůrce
- Ben Bocquelet